# 德羅寧DMC-12
DMC-12由迪羅倫汽車公司生產，因其外型具有鷗翼車門和不銹鋼車體聞名於世。及後由於公司破產，不再有新車出廠，DMC-12反而成為珍藏品。DMC-12曾經被用於《回到未來三部曲》電影。
共生产了 8,975 辆DMC-12，其中估计有 6,500 辆幸存下来。